# Senaat (Tweede Franse Keizerrijk)
De Senaat tijdens het Tweede Franse Keizerrijk (Frans: Sénat) was een van de twee kamers van het Franse parlement, opgericht door de Franse grondwet van 1852 als gevolg van de staatsgreep van Napoleon III op 2 december 1851. De andere kamer was het Wetgevend Lichaam.

## Bevoegdheden
De Senaat had als voornaamste bevoegdheid de herziening van de Franse grondwet van 1854. De Senaat kon geen wetten aannemen maar wel zogenaamde senatus consulta. Met zulke normen met kracht van wet kon men de staatsinstellingen hervormen en de grondwet wijzigen.
De zetel van de Senaat bevond zich in het Palais du Luxembourg in Parijs.

## Samenstelling
Er waren twee soorten senatoren, met name:
- de senatoren van rechtswege;
- en de senatoren voor het leven.

Onder andere kardinalen, maarschalken en admiralen zetelden in de hoedanigheid van senator van rechtswege in de Senaat. De senatoren voor het leven werden benoemd door keizer Napoleon III. Deze parlementsleden werden daardoor niet verkozen door de bevolking, maar door de uitvoerende macht.
Oorspronkelijk waren er 80 senatoren, maar de keizer kon dit aantal optrekken tot maximaal 150 senatoren.

## Voorzitters
| Voorzitters               | Begin termijn | Einde termijn   |
| ------------------------- | ------------- | --------------- |
| prins Jérôme Bonaparte    | 1852          | 1852            |
| Raymond-Théodore Troplong | 1852          | 1870            |
| Eugène Rouher             | 1869          | 2 februari 1870 |